# チュクール
『チュクール』（トルコ語: Çukur）は、トルコのテレビドラマ。ショーTVで2017年10月23日に初公開された。

## 登場人物
ヤマチ・コチョバル
演：アラス・ブルト・イイネムリ
スルタン・コチョバル
演：ペリハン・サヴァシュ
ヴァルトル・サデティン / サリー・コチョバル
演：エルカン・コルチャック・ケステンディル
セリム・コチョバル
演：オネル・エルカン
アリチョ / アリ・チョバン
演：ルザ・コカオール
ジュマリ・コチョバル
演：ネジップ・メミリ